# Echinochalina bispiculata
Echinochalina bispiculata är en svampdjursart som först beskrevs av Arthur Dendy 1895.  Echinochalina bispiculata ingår i släktet Echinochalina och familjen Microcionidae.
Artens utbredningsområde är Sydaustralien. Inga underarter finns listade i Catalogue of Life.